# Società Elettrica Ferroviaria
La Società elettrica ferroviaria, abbreviata in S.EL.F, era un'azienda italiana che operava nel settore ferroviario, detenendo la proprietà della rete elettrica che serve le linee ferroviarie italiane date in concessione a Rete Ferroviaria Italiana, che la controllava al 100%.

## Storia
La società nasce il 7 aprile 2000 per ricevere la gestione delle attività concernenti il trasporto, la trasmissione di energia elettrica e la gestione delle linee aeree ferroviarie italiane e degli elettrodotti ferroviari (863,71 km) che non sono di competenza Terna, sebbene siano parte della Rete di Trasmissione Nazionale. Tuttavia rimanevano di competenza di RFI i contratti con Enel ed Exergia relativamente all'approvvigionamento di energia elettrica.
Nel 2014 ha ottenuto 7.4 milioni di euro dalla trasmissione e dal dispacciamento di energia elettrica e 5.6 milioni di euro dai diritti per il passaggio della fibra ottica posata e detenuta da BasicTel.
Il 23 dicembre 2015, RFI cede il 100% di Self a Terna S.p.A. insieme a 8.379 km di elettrodotti, 350 stazioni elettriche ed il contratto con BasicTel, per un totale di 757 milioni di euro. Self S.r.l., contestualmente, si trasforma in Rete S.r.l..